# Wenzel (Ethnophaulismus)

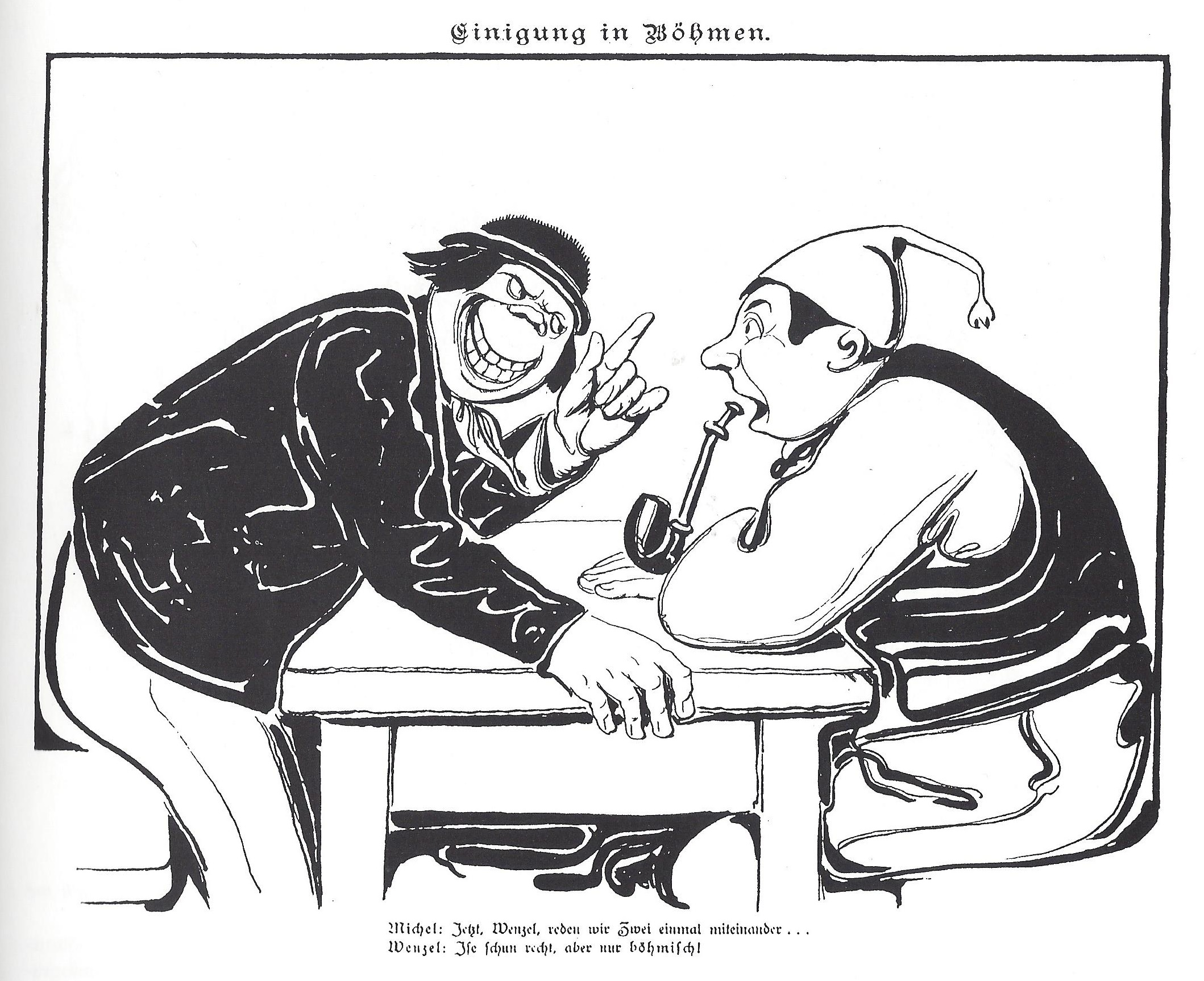
Michel: Jetzt, Wenzel, reden wir Zwei einmal miteinander ... Wenzel: Ise schun recht, aber nur böhmisch!

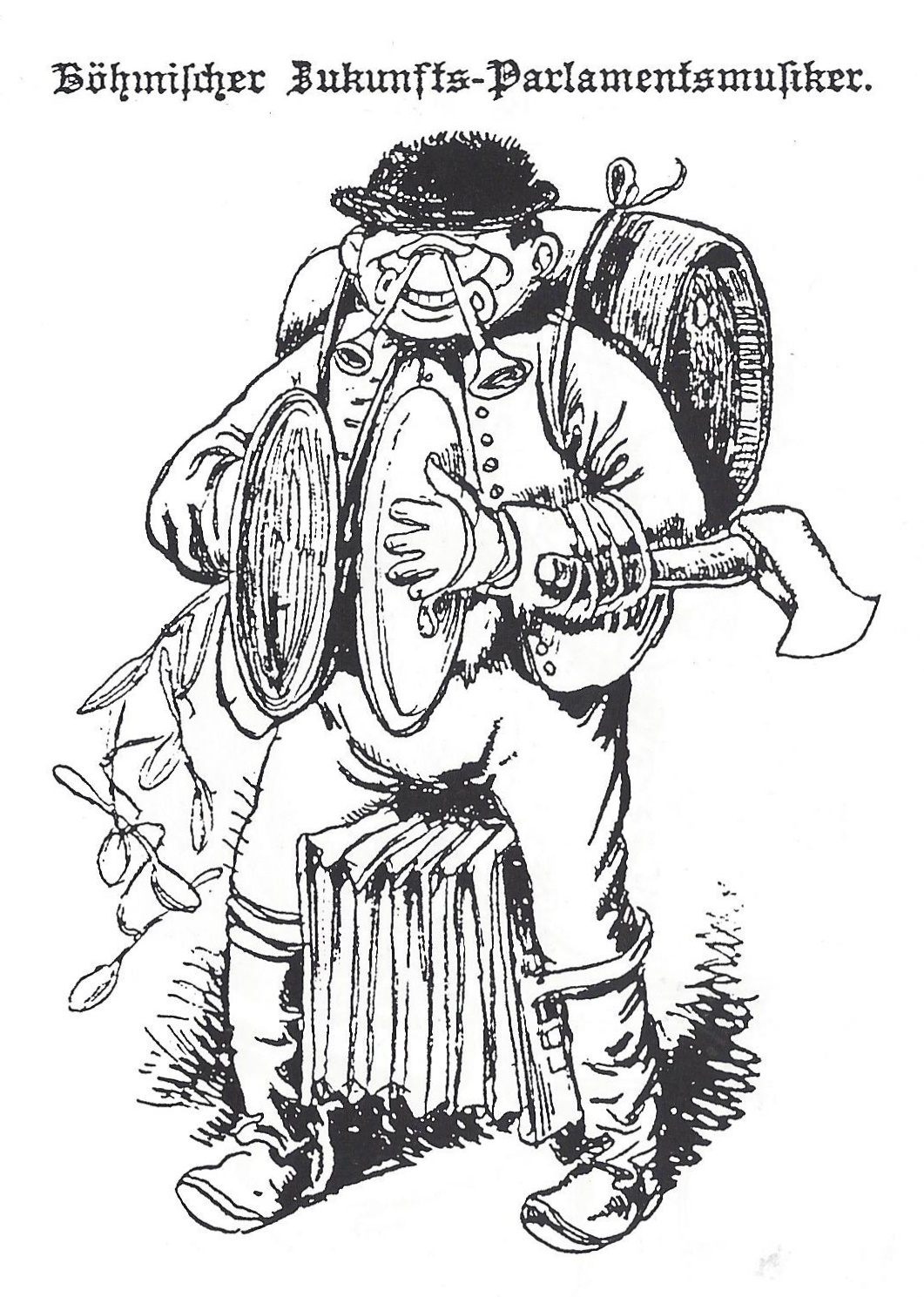
Musikparlamentarier

Wenzel (auch Böhmischer Wenzel, tschechisch: Český Vašek, Kurzform von Václav) war in Österreich und Deutschland ein Stereotyp für Tschechen. Wie Deutscher Michel oder „Iwan“ für einen Russen hatte die ethnophaulistische Bezeichnung einen Zug von ironisierender Geringschätzung.

## Hintergrund
Wenzel  (tschechisch: Václav) war in Tschechien ein häufiger Vorname, der sich vom heiligen Wenzel von Böhmen ableitete. Durch seine lange Haartracht und seine ungewöhnliche Kleidung fiel „der Wenzel“ im Straßenverkehr und in jedem Lokal auf. Er trug einen Hut mit sehr kleiner Krempe, den er schief auf ein Ohr gesetzt und in die Stirn gezogen hatte.

„Der böhmische Wenzel erscheint in den deutschen und österreichischen Karikaturen mit einem breiten, listigen und leicht dummen Gesicht. Oft ist er wie ein unzufriedenes, freches und undankbares Kind geschildert (als die Parallele zur Wahrnehmung der Tschechen in der Donaumonarchie, als die Tschechen – in deutschen Augen grundlos – mit Vielem unzufrieden waren). Als Attribute kommen meistens nur Musikinstrumente vor. Als Kopfbedeckung tragen die Tschechen Bauernhüte und Mützen der Dienstboten, Polizisten oder Sokolturner.“

Da die tschechischen Abgeordneten im österreichischen Reichstag eine obstruktive Politik betrieben und die böhmischen Spielleute für ihre Liebe zur Blasmusik bekannt waren, karikierte der Figaro den böhmischen Abgeordneten.
Wenzels weibliches Gegenstück war Marianka.
Das Deutsche Schimpfwörterbuch (Arnstadt, 1839) führt „Wenzel“ als Schimpfwort auf.